# بوليط برازيلي
بوليط برازيلي (الاسم العلمي:Boletus brasiliensis) هو نوع الفطريات يتبع جنس البوليط من الفصيلة البوليطية.